# Staurothele arctica
Staurothele arctica är en lavart som beskrevs av Lynge. Staurothele arctica ingår i släktet Staurothele och familjen Verrucariaceae.  Arten är reproducerande i Sverige. Inga underarter finns listade i Catalogue of Life.